# Affaire de vol de cocaïne au 36, quai des Orfèvres
Pour les articles homonymes, voir Guyot.
 (aout 2017).
 (août 2017).
L'affaire de vol de cocaïne au 36, quai des Orfèvres désigne un fait délictuel qui implique en premier lieu Jonathan Guyot, un policier français condamné en mars 2017 pour le vol de 48,5 kg de cocaïne au 36, quai des Orfèvres à Paris.

## Affaire du 36 quai des Orfèvres
Dans la nuit du 24 au 25 juillet 2014, 48,5 kg de cocaïne disparaissent des scellés de la police judiciaire. L'affaire est dévoilée le 1er août 2014. L'analyse des caméras de surveillance montre un homme en train de sortir avec plusieurs sacs.
En août 2014, Guyot est interpellé et placé en garde à vue, puis placé en détention provisoire au quartier spécifique de la maison d'arrêt de Fleury-Mérogis. Il y fait la connaissance de Christophe Rocancourt, son voisin de cellule pendant que l'enquête continue. Guyot propose à Rocancourt de faire travailler son argent, alors caché. C'est ainsi que le frère de Jonathan Guyot se retrouve en janvier 2015 dans le lac de Créteil pour tenter de retrouver une partie de l'argent caché.
En septembre 2014, un sac contenant environ 200 000 euros appartenant à Jonathan Guyot est jeté dans le lac de Créteil pour y être caché.
Le 14 janvier 2015, Donovan Guyot, le frère de Jonathan avoue être en lien avec l'affaire. Bien qu'il n'ait jamais eu en sa possession les sacs de drogue, il explique avoir été complice du blanchiment d'argent.
Le 4 février 2015, le directeur de la police judiciaire, Bernard Petit, est mis en examen dans cette affaire pour « violation du secret de l'instruction ». Il est aussitôt suspendu. En plus de l'affaire du 36, il aurait avec Christian Prouteau, ex-directeur du GIGN, prévenu Rocancourt de futures auditions.
En décembre 2015, un nouveau membre de la brigade des « stups » est interpellé.
L'enquête est bouclée en octobre 2016.

## Jugement
En mars 2017, Guyot comparait devant la 14e chambre correctionnelle du tribunal judiciaire de Paris.
À la barre, Farid Kharraki, présenté comme indicateur de Jonathan Guyot ; pour pouvoir justifier de ses divers échanges téléphoniques avec Farid Kharraki, Jonathan Guyot s’est chargé de le présenter comme son tonton.
Mais Farid Kharraki, au deuxième jour d’audience, a accusé son ex-complice de vol devant le tribunal en disant que la cocaïne a bien été sortie par Jonathan Guyot, ce fut un aveu inattendu.
Kharraki a préféré dire la vérité, plutôt que de continuer à endosser l’image de l'indic, une image erronée qui pourrait lui coûter la vie. Il a constamment été présenté comme indic par Jonathan Guyot lui-même, mais après vérification Kharraki disait bien la vérité, car après de nombreuses vérifications, effectivement aucune trace d’immatriculation n’a été relevée auprès des services concernés, Kharraki Farid n’a jamais été son indic, il explique alors qu'il faisait uniquement la connexion entre Jonathan Guyot et des trafiquants. Il indique avoir touché 200 000 € en tant qu'intermédiaire.
À l'issue du procès, où il a toujours nié sa culpabilité, Jonathan Guyot est condamné à 10 ans d'emprisonnement (la peine maximale en correctionnelle) ; le président de la juridiction indique qu'il est « coupable sans l'ombre d'un doute ».
Absent au procès, Christophe Rocancourt est condamné à 15 000 € d'amende, somme qui, si elle n'est pas payée, l'enverra en prison[style à revoir]. Il reste donc en prison à l'issue du procès, et devrait être conditionnable pour sortir courant 2018.